# Prozyklische Wirtschaftspolitik
In der Ökonomie bedeutet prozyklische Wirtschaftspolitik, dass die Wirkung wirtschaftspolitischer Maßnahmen (vgl. Konjunkturpolitik) in die gleiche Richtung wie die aktuellen Konjunkturausschläge zeigt. Die Konjunktur wird also nicht ausgeglichen, sondern deren Ausschläge noch verstärkt. Das Gegenstück bildet die antizyklische Wirtschaftspolitik.

## Einordnung und Abgrenzung
Die prozyklische Wirtschaftspolitik ist zunächst ein Oberbegriff für weitere wirtschaftspolitische Teildisziplinen. So kann man auch eine prozyklische Fiskalpolitik und eine prozyklische Geldpolitik unterscheiden.
Eine prozyklische Wirtschaftspolitik kann aber auch das ungewollte Ergebnis einer antizyklisch gedachten Politik sein, aufgrund von zeitlichen Wirkungsverzögerungen (Time lags) der wirtschaftspolitischen Maßnahmen. Diese mögliche prozyklische Wirkung ist ein wesentliches Problem der Konjunkturpolitik im Allgemeinen.
In einem keynesianischen Staat bestünde eine wesentliche Aufgabe darin, die ökonomischen Anpassungsprozesse zu begrenzen und die Erwartungen der Wirtschaftssubjekte zu stabilisieren. Dies impliziert den Verzicht dieses Staates auf eine prozyklische Wirtschaftspolitik und damit auf eine Vertiefung der jeweils vorherrschenden Marktkonstellation.
Manche Autoren sehen in der Realität ein eher prozyklisches Verhalten von Bund, Ländern und Gemeinden.

## Beispiele
Eine Reihe von Mechanismen wirken prozyklisch:
- Inflation Targeting: Die Inflationsrate ein sogenannter Spätindikator, was dazu führen kann, dass der geldpolitische Mitteleinsatz prozyklisch wirken kann.[5]
- Die Steuereinnahmen des Staates folgen dem Konjunkturzyklus. Damit stehen dem Staat in Boomphasen mehr Mittel zur Verfügung als in der Krise. Eine Ausgabenpolitik, die die konjunkturbedingt verbesserten Einnahmen im Boom zur Erhöhung der Staatsausgaben bzw. die konjunkturbedingt verschlechterten Einnahmen in der Krise zur Senkung der Ausgaben (siehe Austeritätspolitik) nutzt, wirkt prozyklisch.
- Die Unternehmensgewinne folgen dem Konjunkturzyklus. Eine Lohnpolitik, die Lohnsteigerungen an der Entwicklung der Unternehmensgewinne orientiert wirkt prozyklisch. Ebenfalls prozyklisch wirkt eine Lohnpolitik, die Lohnerhöhungen an die Inflation knüpft (siehe z. B. Scala mobile), da auch die Inflationsrate dem Konjunkturzyklus folgt.
- Die Höhe des Beitrags zu den Sozialversicherungen, insbesondere der Arbeitslosenversicherung steigt mit der Arbeitslosenquote, sofern diese im Umlageverfahren organisiert ist. Die Steigerung der Beiträge in Zeiten hoher Arbeitslosigkeit wirkt prozyklisch.
- Banken müssen qua Gesetz eine dem Kreditrisiko angemessene Eigenmittelausstattung aufweisen. In der Krise steigen die Kreditausfallraten. Dies mindert die Eigenmittel der Bank und erhöht gleichzeitig die Anforderung an Eigenmittel, da sich die Bonität des Kreditportfolios verschlechtert. Die Bank muss daher (zur Unzeit, weil in der Krise) zusätzliche Eigenmittel beschaffen oder die Kreditvergabe einschränken, was prozyklisch wirkt.

Jede Politik, die nicht (z. B. durch Rückstellungsbildung im Boom oder deficit spending in der Krise) gegen diese Mechanismen aktiv wird, wirkt automatisch prozyklisch.